# Cúp Algarve 2006
Cúp Algarve 2006 (tiếng Anh: Algarve Cup 2006), giải bóng đá giao hữu thường niên diễn ra tại Algarve, Bồ Đào Nha từ 9 đến 15 tháng 3 năm 2006. Đức là đội tuyển vô địch của giải.

## Thể thức
Tại vòng bảng, 11 đội được chia làm ba bảng. Bảng A và B gồm các đội cạnh tranh chức vô địch. Vòng phân hạng gồm năm trận đấu: trận tranh hạng nhất giữa các đội đầu bảng, tranh hạng ba giữa các đội nhì bảng, tranh hạng năm giữa các đội thứ ba; đội nhất bảng C gặp đội cuối bảng có thành tích tốt hơn trong hai bảng A và B để tranh hạng bảy; đội nhì bảng C gặp đội cuối bảng còn lại để tranh hạng 9.
- Giờ thi đấu là WET (UTC±0).

## Vòng bảng

### Bảng A
| Đội       | Tr | T | H | B | BT | BB | HS | Đ |
| --------- | -- | - | - | - | -- | -- | -- | - |
| Đức       | 3  | 3 | 0 | 0 | 9  | 0  | +9 | 9 |
| Thụy Điển | 3  | 1 | 1 | 1 | 4  | 4  | 0  | 4 |
| Na Uy     | 3  | 0 | 2 | 1 | 0  | 1  | −1 | 2 |
| Phần Lan  | 3  | 0 | 1 | 2 | 1  | 9  | −8 | 1 |

| Đức                                                                 | 5-0 | Phần Lan |
| ------------------------------------------------------------------- | --- | -------- |
| Pohlers 59' · Prinz 63' · Garefrekes 71' · Behringer 80' · Fuss 85' |     |          |

| Na Uy | 0-0 | Thụy Điển |
| ----- | --- | --------- |
|       |     |           |

| Thụy Điển | 0-3 | Đức                                       |
| --------- | --- | ----------------------------------------- |
|           |     | Prinz 29' · Behringer 44' · Wimbersky 58' |

| Phần Lan | 0-0 | Na Uy |
| -------- | --- | ----- |
|          |     |       |

| Thụy Điển                            | 4-1 | Phần Lan     |
| ------------------------------------ | --- | ------------ |
| Svensson 26', 52', 85' · Moström 68' |     | Valkonen 85' |

| Đức           | 1-0 | Na Uy |
| ------------- | --- | ----- |
| Wimbersky 93' |     |       |

### Bảng B
| Đội        | Tr | T | H | B | BT | BB | HS  | Đ |
| ---------- | -- | - | - | - | -- | -- | --- | - |
| Hoa Kỳ     | 3  | 2 | 1 | 0 | 9  | 1  | +8  | 7 |
| Pháp       | 3  | 1 | 1 | 1 | 4  | 6  | −2  | 4 |
| Trung Quốc | 3  | 1 | 1 | 1 | 6  | 1  | +5  | 4 |
| Đan Mạch   | 3  | 0 | 1 | 2 | 2  | 13 | −11 | 1 |

- Pháp xếp thứ hai nhờ hơn Trung Quốc về thành tích đối đầu

| Trung Quốc | 0-0     | Hoa Kỳ |
| ---------- | ------- | ------ |
|            | Báo cáo |        |

| Đan Mạch                   | 2-2 | Pháp                     |
| -------------------------- | --- | ------------------------ |
| Nielsen 31' · Sørensen 50' |     | Coquet 18' · Tonazzi 26' |

| Pháp         | 1-0 | Trung Quốc |
| ------------ | --- | ---------- |
| Bussaglia 2' |     |            |

| Đan Mạch | 0-5     | Hoa Kỳ                                                |
| -------- | ------- | ----------------------------------------------------- |
|          | Báo cáo | Wambach 16' · O'Reilly 29', 31' · Lilly 42' · Kai 72' |

| Hoa Kỳ                                        | 4-1     | Pháp            |
| --------------------------------------------- | ------- | --------------- |
| Lilly 1' · Wagner 49' · Tarpley 50' · Kai 76' | Báo cáo | Hoda Lattaf 64' |

| Đan Mạch | 0-6 | Trung Quốc                                               |
| -------- | --- | -------------------------------------------------------- |
|          |     | Hàn Đoan 20', 34', 41' · Yue 28', 52' · Zhao Xiaoyan 66' |

### Bảng C
| Đội              | Tr | T | H | B | BT | BB | HS | Đ |
| ---------------- | -- | - | - | - | -- | -- | -- | - |
| México           | 2  | 1 | 1 | 0 | 6  | 0  | +6 | 4 |
| Cộng hòa Ireland | 2  | 1 | 1 | 0 | 1  | 0  | +1 | 4 |
| Bồ Đào Nha       | 2  | 0 | 0 | 2 | 0  | 7  | −7 | 0 |

| Bồ Đào Nha | 0-1     | Cộng hòa Ireland |
| ---------- | ------- | ---------------- |
|            | Báo cáo | Hislop 29'       |

| Cộng hòa Ireland | 0-0 | México |
| ---------------- | --- | ------ |
|                  |     |        |

| Bồ Đào Nha | 0-6     | México                                                                |
| ---------- | ------- | --------------------------------------------------------------------- |
|            | Báo cáo | Castelan 4', 23' · Soto 30' · Canales 35' · Costa 42' · Maradiaga 77' |

## Vòng phân hạng

### Tranh hạng 9
| Đan Mạch | 4-0 | Cộng hòa Ireland |
| -------- | --- | ---------------- |
|          |     |                  |

### Tranh hạng bảy
| Phần Lan | 4-3 | México |
| -------- | --- | ------ |
|          |     |        |

### Tranh hạng năm
| Na Uy   | 1-0 | Trung Quốc |
| ------- | --- | ---------- |
| Rønning |     |            |

### Tranh hạng ba
| Thụy Điển | 1-0 | Pháp |
| --------- | --- | ---- |
| Schelin   |     |      |

### Chung kết
| Đức                                                        | 0-0     | Hoa Kỳ                                      |
| ---------------------------------------------------------- | ------- | ------------------------------------------- |
|                                                            | Báo cáo |                                             |
| Loạt sút luân lưu                                          |         |                                             |
| Behringer · Pohlers · Prinz · Okoyino Da Mbabi · Wimbersky | 4-3     | Wagner · Boxx · Whitehill · Wambach · Lilly |